# Neckarhaven
De Neckarhaven is een haven in het oosten van het Europoort-gebied in Rotterdam aan het Hartelkanaal. De haven ligt vlak bij de Calandbrug en de Harmsenbrug.